# Możdżenie
Możdżenie ist ein kleiner Ort in der polnischen Woiwodschaft Ermland-Masuren und gehört zur Gmina Rozogi (Landgemeinde Friedrichshof) im Powiat Szczycieński (Kreis Ortelsburg).

## Geografie
Możdżenie liegt in der südlichen Mitte der Woiwodschaft Ermland-Masuren, 30 Kilometer südöstlich der Kreisstadt Szczytno (deutsch Ortelsburg).
Aufgrund seiner abseitigen Lage ist Możdżenie lediglich über einen Landweg von Kowalik (Kowallik, 1928 bis 1945 Waldburg) aus zu erreichen. Eine Anbindung an den Bahnverkehr besteht nicht.
Możdżenie gehört kirchlich zur evangelischen Pfarrei in Szczytno in der Diözese Masuren der Evangelisch-Augsburgischen Kirche in Polen, außerdem zur römisch-katholischen Maria-Magdalenen-Gemeinde in Rozogi im Erzbistum Ermland.

## Geschichte
Über Entstehung und Geschichte des Weilers (polnisch Osada) Możdżenie liegen keine Berichte und Belege vor, auch nicht zur Frage, ob der Ort vor 1945 bereits eine deutsche Namensform hatte. Es ist möglich, dass er erst nach 1945 entstanden ist.